# Jeffrey Jacob Abrams
Jeffrey Jacob Abrams (n. 27 iunie 1966, New York City, New York, SUA), cunoscut și ca J.J. Abrams, este un regizor, scenarist, actor, compozitor și producǎtor american de filme și seriale. Cel mai mare succes al sǎu a fost reprezentat de serialele Alias și Lost, create de el.
J.J. Abrams s-a nǎscut la New York și a fost crescut la Los Angeles. A terminat Colegiul Sarah Lawrence din Bronxville, New York. Tatǎl sǎu este producǎtorul de televiziune Gerald W. Abrams.

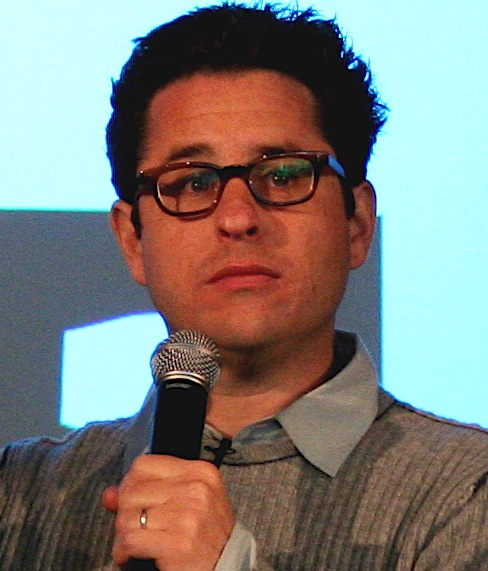
Jeffrey Jacob Abrams

La data de 14 iulie 2006 Abrams a semnat un contract de cinci ani cu Paramount Pictures și un contract de șase ani cu Warner Bros., care valoreazǎ mai mult de 55 milioane de dolari.

## Filmografie

### Filme artistice
| An   | Film                                 | Regizor | Producător | Scenarist | Actor | Note                           |
| ---- | ------------------------------------ | ------- | ---------- | --------- | ----- | ------------------------------ |
| 1990 | Taking Care of Business              |         |            | Da        |       |                                |
| 1991 | Regarding Henry                      |         |            | Da        | Da    | Delivery boy; also co-producer |
| 1992 | Forever Young                        |         |            | Da        |       | also executive producer        |
| 1993 | Six Degrees of Separation            |         |            |           | Da    | Doug                           |
| 1996 | The Pallbearer                       |         | Da         |           |       |                                |
| 1997 | Gone Fishin'                         |         |            | Da        |       |                                |
| 1998 | Armageddon                           |         |            | Da        |       |                                |
| 1998 | The Suburbans                        |         | Da         |           |       |                                |
| 2001 | Joy Ride                             |         | Da         | Da        |       |                                |
| 2006 | Mission: Impossible III              | Da      |            | Da        |       | Feature directorial debut      |
| 2008 | Cloverfield                          |         | Da         |           |       |                                |
| 2009 | Star Trek                            | Da      | Da         |           |       |                                |
| 2010 | Morning Glory                        |         | Da         |           |       |                                |
| 2011 | Super 8                              | Da      | Da         | Da        |       |                                |
| 2011 | Mission: Impossible – Ghost Protocol |         | Da         |           |       |                                |
| 2013 | Star Trek Into Darkness              | Da      | Da         |           |       |                                |
| 2015 | Star Wars Episode VII                | Da      | Da         | Da        |       | Pre-production                 |
| 2015 | Untitled Mission: Impossible 5       |         | Da         |           |       | Pre-producție                  |
| 2016 | Untitled Star Trek 3                 |         | Da         |           |       | Development                    |

### Televiziune
| An           | Program            | Credit                                                                          | Note                 |
| ------------ | ------------------ | ------------------------------------------------------------------------------- | -------------------- |
| 1998–2002    | Felicity           | co-creator, scenarist, producător executiv, regizor, co-composer of theme music |                      |
| 2001–2006    | Alias              | creator, scenarist, producător executiv, regizor, theme music composer          |                      |
| 2004–2010    | Lost               | co-creator, producător executiv, scenarist, theme music composer, regizor       |                      |
| 2005         | The Catch          | creator, producător executiv                                                    | unaired pilot        |
| 2007         | The Office         | guest regizor                                                                   | Season 3, Episode 18 |
| 2006–2007    | What About Brian   | producător executiv                                                             |                      |
| 2006–2007    | Six Degrees        | producător executiv                                                             |                      |
| 2006         | Jimmy Kimmel Live! | guest regizor                                                                   |                      |
| 2008–2013    | Fringe             | co-creator, producător executiv, theme music composer, scenarist                |                      |
| 2009         | Anatomy of Hope    | producător executiv, scenarist, regizor                                         | pilot                |
| 2010         | Undercovers        | co-creator, producător executiv, scenarist, regizor, theme music composer       |                      |
| 2011–present | Person of Interest | producător executiv, theme music composer                                       |                      |
| 2012         | Alcatraz           | producător executiv, theme music composer                                       |                      |
| 2012         | Shelter            | producător executiv                                                             | pilot                |
| 2012         | Family Guy         | guest star                                                                      | episode: Ratings Guy |
| 2012–prezent | Revolution         | producător executiv                                                             |                      |
| 2013–present | Almost Human       | producător executiv                                                             | [ 5 ]                |
| 2014         | Believe            | producător executiv                                                             | pilot                |

## Premii și nominalizări
| An   | Premiu                                             | Categorie                                        | Lucrare                 | Rezultat     |
| ---- | -------------------------------------------------- | ------------------------------------------------ | ----------------------- | ------------ |
| 1999 | Razzie Award                                       | Worst Screenplay                                 | Armageddon              | Nominalizare |
| 2002 | Emmy Award                                         | Outstanding Writing for a Drama Series           | Alias                   | Nominalizare |
| 2004 | PGA Award                                          | Best Drama                                       | Alias                   | Nominalizare |
| 2005 | ASCAP Film and Television Music Awards             | Top TV Series                                    | Lost                    | Câștigat     |
| 2005 | Directors Guild of America                         | Best Director                                    | Lost                    | Nominalizare |
| 2005 | Emmy Award                                         | Outstanding Directing for a Drama Series - Pilot | Lost                    | Câștigat     |
| 2005 | Emmy Award                                         | Outstanding Drama Series                         | Lost                    | Câștigat     |
| 2005 | Emmy Award                                         | Outstanding Writing for a Drama Series - Pilot   | Lost                    | Nominalizare |
| 2006 | ASCAP Film and Television Music Awards             | Top TV Series                                    | Lost                    | Câștigat     |
| 2006 | PGA Award                                          | Best Drama                                       | Lost                    | Câștigat     |
| 2006 | Writers Guild of America                           | Dramatic Series                                  | Lost                    | Câștigat     |
| 2007 | Academy of Science Fiction, Fantasy & Horror Films | Best Director                                    | Mission: Impossible III | Nominalizare |
| 2007 | BAFTA Award                                        | Best International                               | Lost                    | Nominalizare |
| 2007 | PGA Award                                          | Best Drama                                       | Lost                    | Nominalizare |
| 2007 | Writers Guild of America                           | Dramatic Series                                  | Lost                    | Nominalizare |
| 2008 | Emmy Award                                         | Outstanding Drama Series                         | Lost                    | Nominalizare |
| 2009 | Emmy Award                                         | Outstanding Drama Series                         | Lost                    | Nominalizare |
| 2009 | Writers Guild of America                           | Long Form                                        | Fringe                  | Nominalizare |
| 2009 | Writers Guild of America                           | New Series                                       | Fringe                  | Nominalizare |
| 2010 | Emmy Award                                         | Outstanding Drama Series                         | Lost                    | Nominalizare |
| 2010 | Academy of Science Fiction, Fantasy & Horror Films | Best Director                                    | Star Trek               | Nominalizare |
| 2010 | Empire Awards                                      | Best Director                                    | Star Trek               | Nominalizare |
| 2010 | PGA Award                                          | Theatrical Motion Picture                        | Star Trek               | Nominalizare |
| 2012 | Academy of Science Fiction, Fantasy & Horror Films | Best Director                                    | Super 8                 | Câștigat     |
| 2012 | Academy of Science Fiction, Fantasy & Horror Films | Best Writing                                     | Super 8                 | Nominalizare |
| 2013 | PGA Award                                          | Norman Lear Achievement Award in Television      |                         | Câștigat     |